# 23663 Калу
23663 Калу (23663 Kalou) — астероїд головного поясу, відкритий 10 березня 1997 року.
Тіссеранів параметр щодо Юпітера — 3,518.